# Франц Йозеф Мюллер
Франц Йозеф Мюллер фон Райхенштайн (нім. Franz Joseph Müller von Reichenstein, 11 червня 1740, Германштадт, Трансільванія чи 4 жовтня 1742 Пойсдорф — 12 жовтня 1825, Відень) — австрійський природознавець, відкривач хімічного елементу телуру.

## Біографічні відомості
Франц Йозеф Мюллер спочатку вивчав філософію у Відні. Після навчання у 1763 перебирається у Шемніц у гірничу академію. Там вивчав мінералогію та гірничу справу. У 1768 по закінченню навчання став маркшейдером. У 1778 виявив поклади турмаліну у Ціллєрталі. У 1782 році був керівником трансільванських гірничих та монетних дворів і відкрив майже одночасно з Паулем Китайбелем (1757—1817) хімічний елемент телур.

## Відзначення діяльності
Хоча дата народження Франца Йозефа Мюллера однозначно не відома у 1992 році з нагоди його 250 річчя з дня народження випущена поштова марка . У 2011 до року хімії пошта Румунії випустила також ювілейну марку з зображенням Мюллера та електронною конфігурацією телура.